# Uniwersytet w Addis Abebie
Uniwersytet w Addis Abebie (amh. አዲስ አበባ ዩኒቨርሲቲ) – państwowa uczelnia zlokalizowana w Addis Abebie, stolicy Etiopii. 
Uczelnia została założona jako dwuletni Koledż Uniwersytecki w 1950 roku przez kanadyjskiego jezuitę Luciena Matte, który (na wniosek Haile Selassie I) podjął się zreformowania szkolnictwa w Etiopii. Matte kierował uczelnią do 1962 roku, kiedy koledż został przekształcony w uniwersytet i przyjął nazwę Haile Selassie I University. Po odsunięciu cesarza od władzy przez Derg, w 1975 roku, uczelnia został tymczasowo zamknięta, a potem zmieniono jej nazwę na obecną.